# 覚田修
覚田 修（かくた おさむ、1958年9月3日 - 2024年1月24日）は、日本のミュージシャン。富山県出身。血液型A型。

## 来歴
- 1981年 - BLACK CATSを結成。この時は同僚の高田誠一と共にボーカルを務める。
- 1983年 - アルバム「HEAT WAVE」収録曲「Go Go トラベリングバス」で唯一の作曲を手がける。このときから、サックスに移行する。曲によってはリードボーカルを行う。
- 1986年 - BLACK CATSを解散。
- 1992年 - 元BLACK CATSのメンバー、久米浩司が所属したバンドMAGICのアルバム「MAGIC」でコメントを寄せる。
- 1994年 - BLACK CATSを再結成。
- 1999年 - BLACK CATSの再結成期を終えた後、芸能活動を身を引くこととなった。

## 人物
- BLACK CATSのオリジナルメンバーで最年長であり、サングラスをトレードマークとしている。